# ニューヨーク海軍民兵
ニューヨーク海軍民兵（英語: New York Naval Militia）は、ニューヨーク州が有する海軍民兵である。州軍最高司令官たるニューヨーク州知事の管轄下にある。ニューヨーク防衛隊、ニューヨーク陸軍州兵、ニューヨーク空軍州兵と共にニューヨーク州陸海軍部（Division of Military and Naval Affairs, DMNA）に属し、ニューヨーク州上級幕僚（Adjutant General）に指揮される。ニューヨーク海軍民兵には2,900名以上が所属し、そのうち95%以上は海軍予備役、海兵隊予備役、沿岸警備隊予備役のいずれかに所属している(2015年7月時点)。

## 歴史
ニューヨーク州における最初の海軍民兵組織は、1889年に設置された暫定海軍大隊（Provisional Naval Battalion）である。1891年6月23日、同大隊は正式に州組織に組み込まれ、海軍予備役砲兵第1大隊（First Battalion, Naval Reserve Artillery）と改称された。1892年、ファイアー・アイランドにおけるコレラ検疫実施の際、蒸気船乗客らの保護を行う為に海軍民兵が派遣された。
戦艦メイン沈没の後に米西戦争が勃発すると、ニューヨーク海軍民兵第1大隊からは5個小隊が前線に派遣された。ニューヨーク海軍民兵らは2隻の補助巡洋艦を用い、サンチャゴ・デ・キューバ海戦にも参加した。また、ニューヨーク港の警備も彼らの任務であった。
第一次世界大戦、第二次世界大戦、朝鮮戦争の際にも海軍民兵は活性化されている。
1996年、ロングアイランド沖でトランス・ワールド航空800便墜落事故が発生した際、海軍民兵は捜索のために派遣された。
1997年、ニューヨーク海軍民兵と沿岸警備隊の間で、沿岸警備隊予備役将兵を海軍民兵に所属させる旨に合意する覚書への調印が行われた。1998年には州法化され、海軍民兵のうち予備役将兵ではない者の割合は5%が上限と定められた。
2001年、ニューヨーク州は国土安全保障への取組みの一環として州軍緊急舟艇局（Military Emergency Boat Service, MEBS）を設置し、同局向けに新たなアルミ製高速巡視艇が設計された。
同年9月11日のアメリカ同時多発テロ事件後には海軍民兵も復興支援のために派遣された。
そのほか、2011年のハリケーン・アイリーン、2012年のハリケーン・サンディ、2014年の冬の嵐などの自然災害が発生した際にも海軍民兵の動員が行われている。

## 任務
ニューヨーク海軍民兵の任務は、民生支援任務に従事するニューヨーク州兵に対し、海軍戦力および装備を提供し、これを増強することである。海軍民兵の任務は以下の3つに分けられている。
- 指示に従い、州兵、その他の連邦政府、州政府、地域自治体等の部局に対して個人または分遣隊を提供する。
- 州陸海軍部との協同のもと、文民機関の支援・援護に用いる海軍ドクトリン、戦術、装備の開発を行う。
- 上級幕僚の命令に基づく任務に従事する。

また、2001年に設置された州軍緊急舟艇局は以下の任務にも従事する。
- 港湾警備
- 法執行機関への支援
- 監督
- 避難
- 海上輸送

## 組織
ニューヨーク海軍民兵は3つの管区から成り、それぞれに地域司令部が設置されている。南方司令部はロングアイランド、ニューヨーク市、ウエストチェスター郡を管轄する。北方司令部はハドソンバレー、キャッツキル山地、アディロンダック山地を管轄する。西方司令部はジェームズタウンからセントローレンス川にかけての広大な領域を管轄する。

## 教育支援
1997年1月1日以降、ニューヨーク州兵または海軍民兵の現役隊員のうち、勤務成績が良好な者は州内のニューヨーク州立大学各校、および州教育委員会ないしニューヨーク州立大学当局が承認した大学における学費の支援を受けることができる。

## 画像

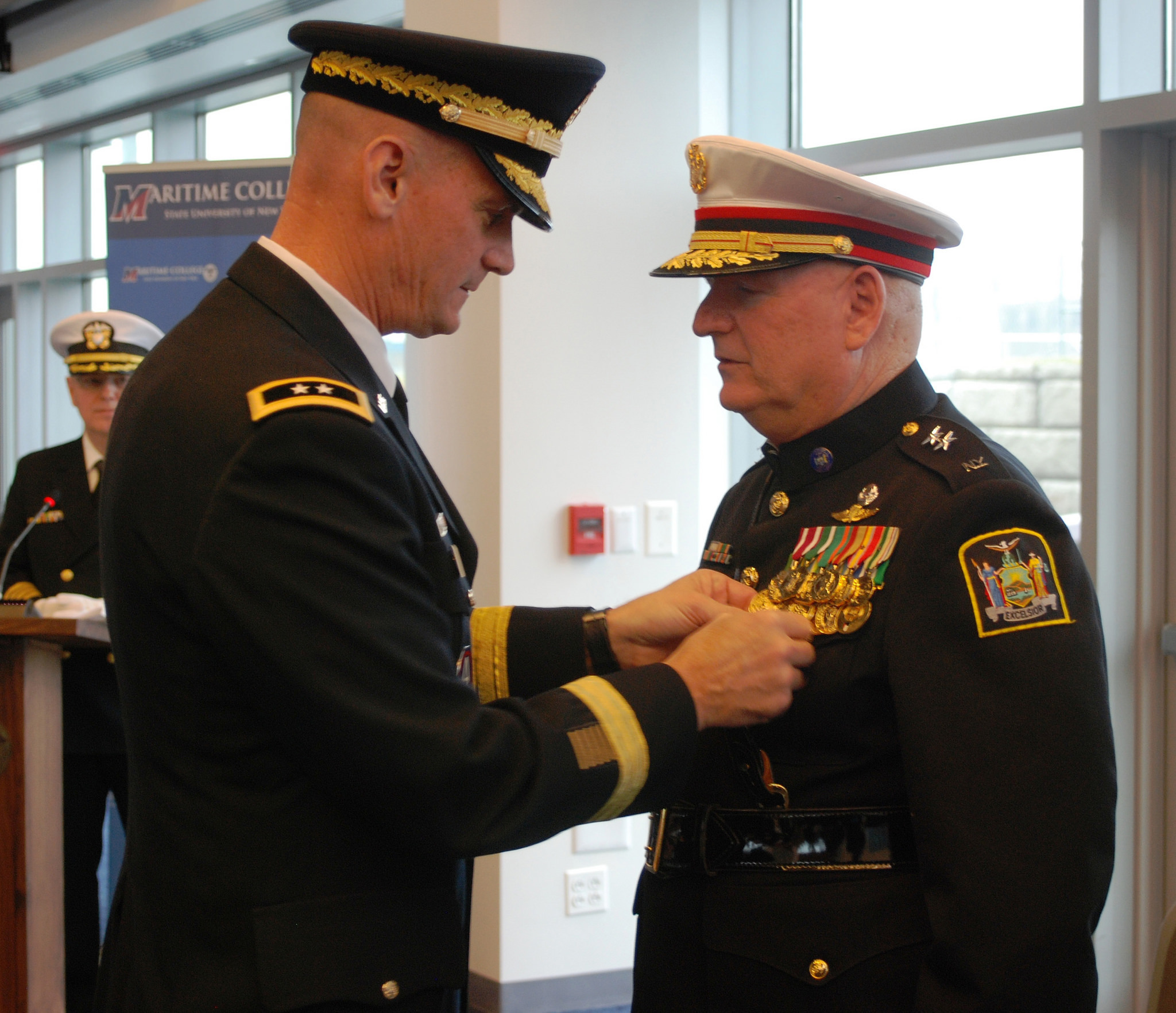
退任に際し、上級幕僚パトリック・マーフィ陸軍少将(Patrick Murphy)から州政府戦功章を授与される海軍民兵司令官ロバート・ウルフ海兵少将(Robert Wolf)。肩に海軍民兵の記章を取付けている(2014年)
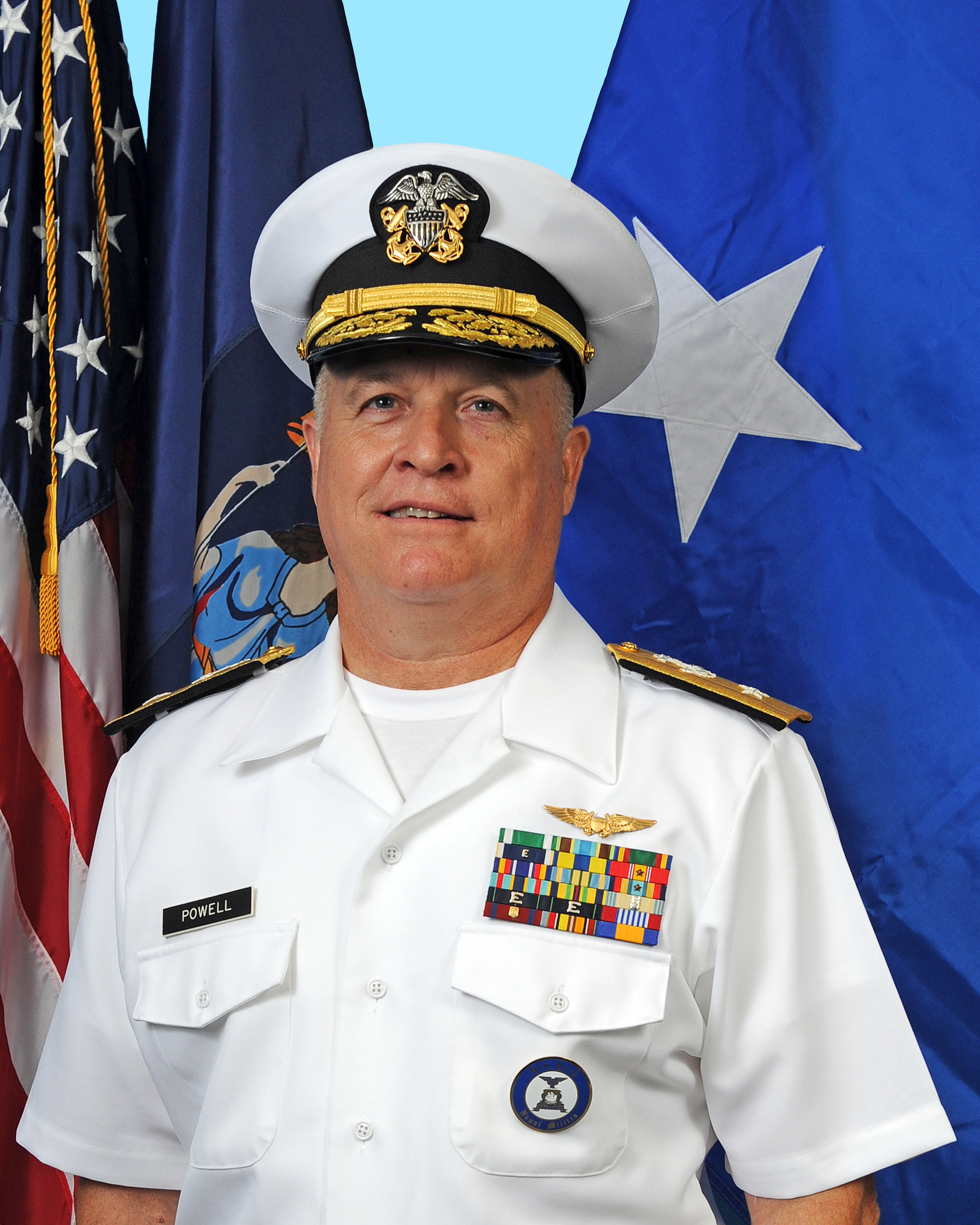
海軍民兵司令官テン・エイク・パウエル三世海軍少将。胸に海軍民兵の記章を取付けている。
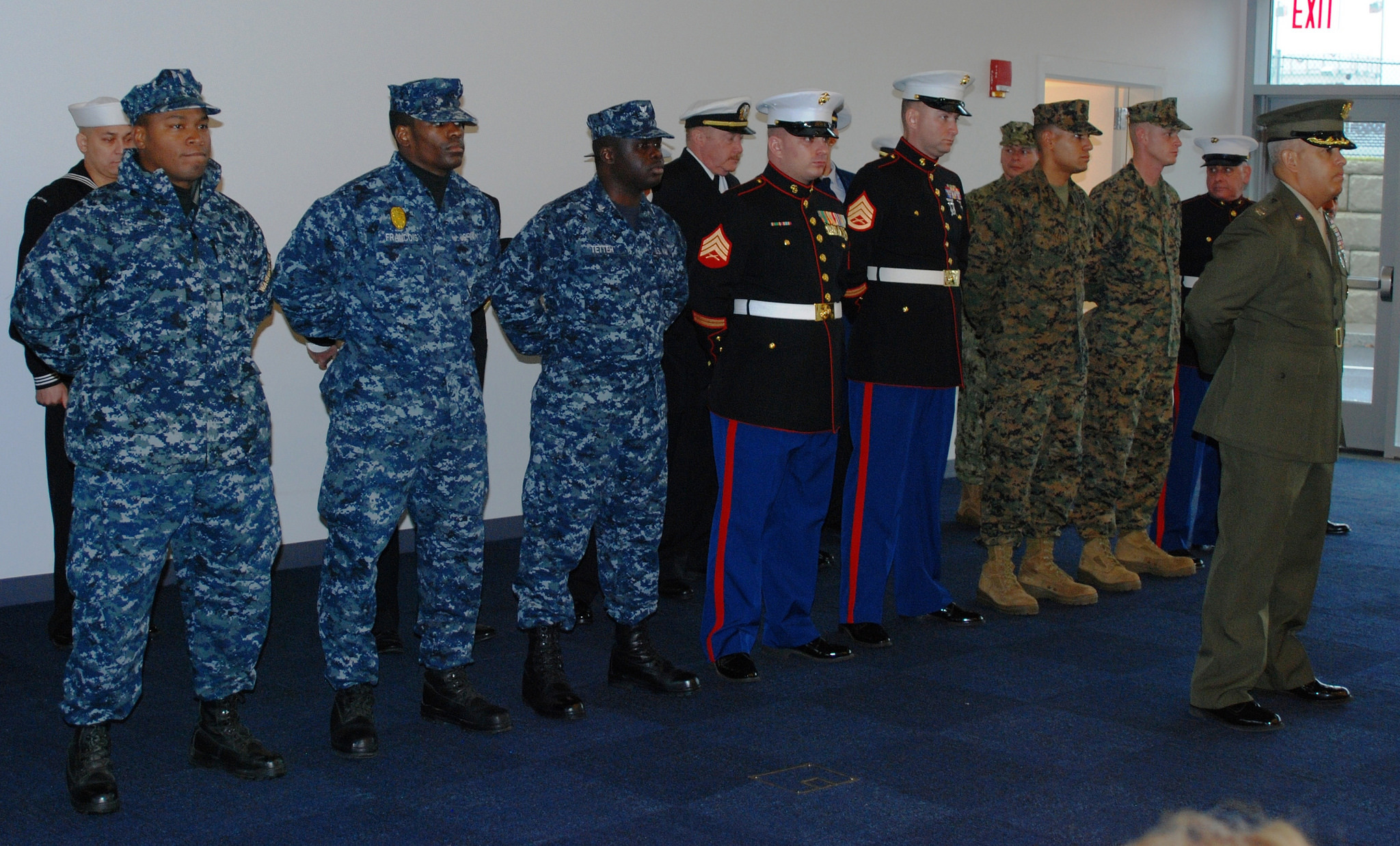
整列した海軍民兵ら（2014年）
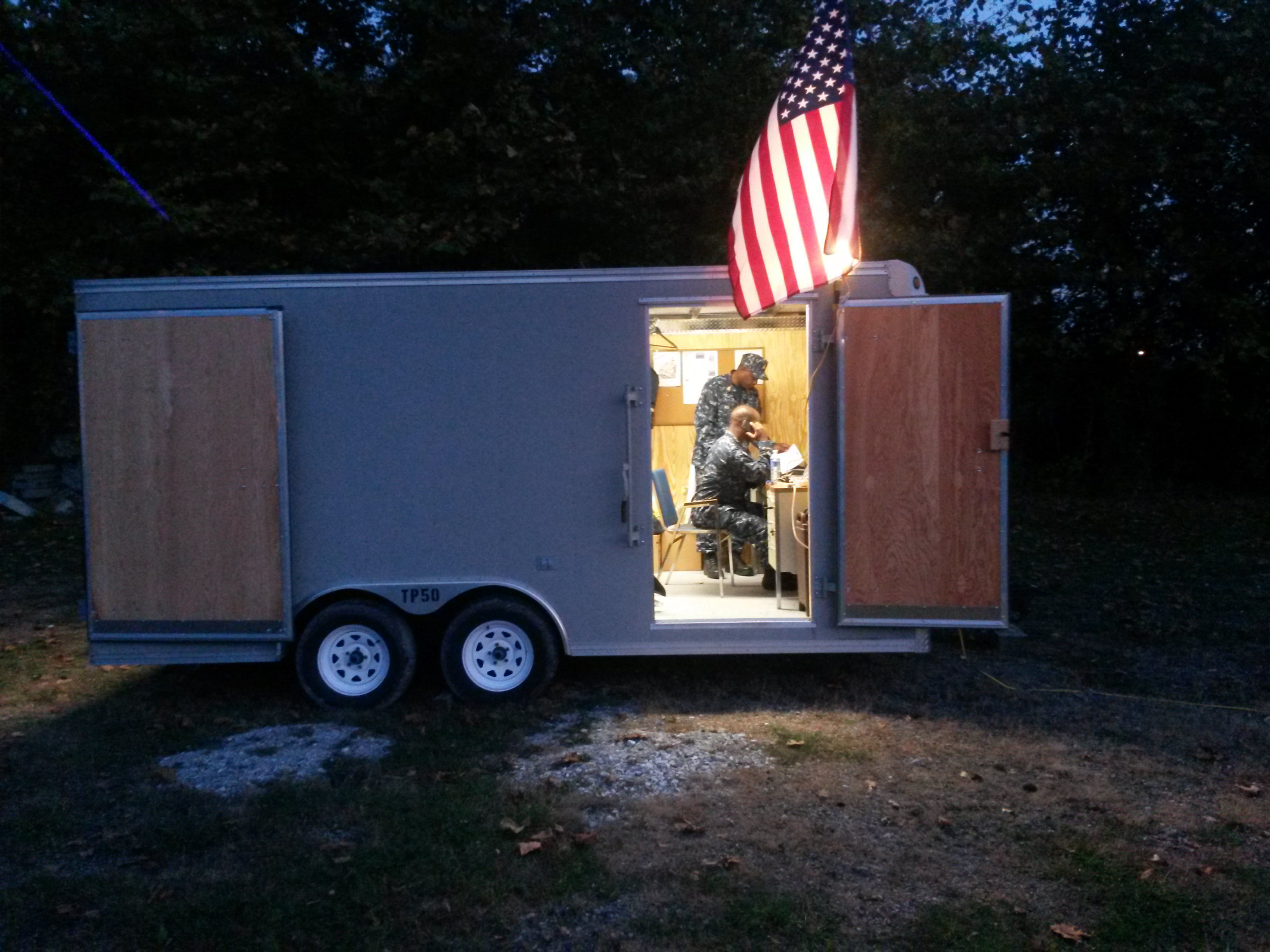
海軍民兵の移動指揮車（2014年）
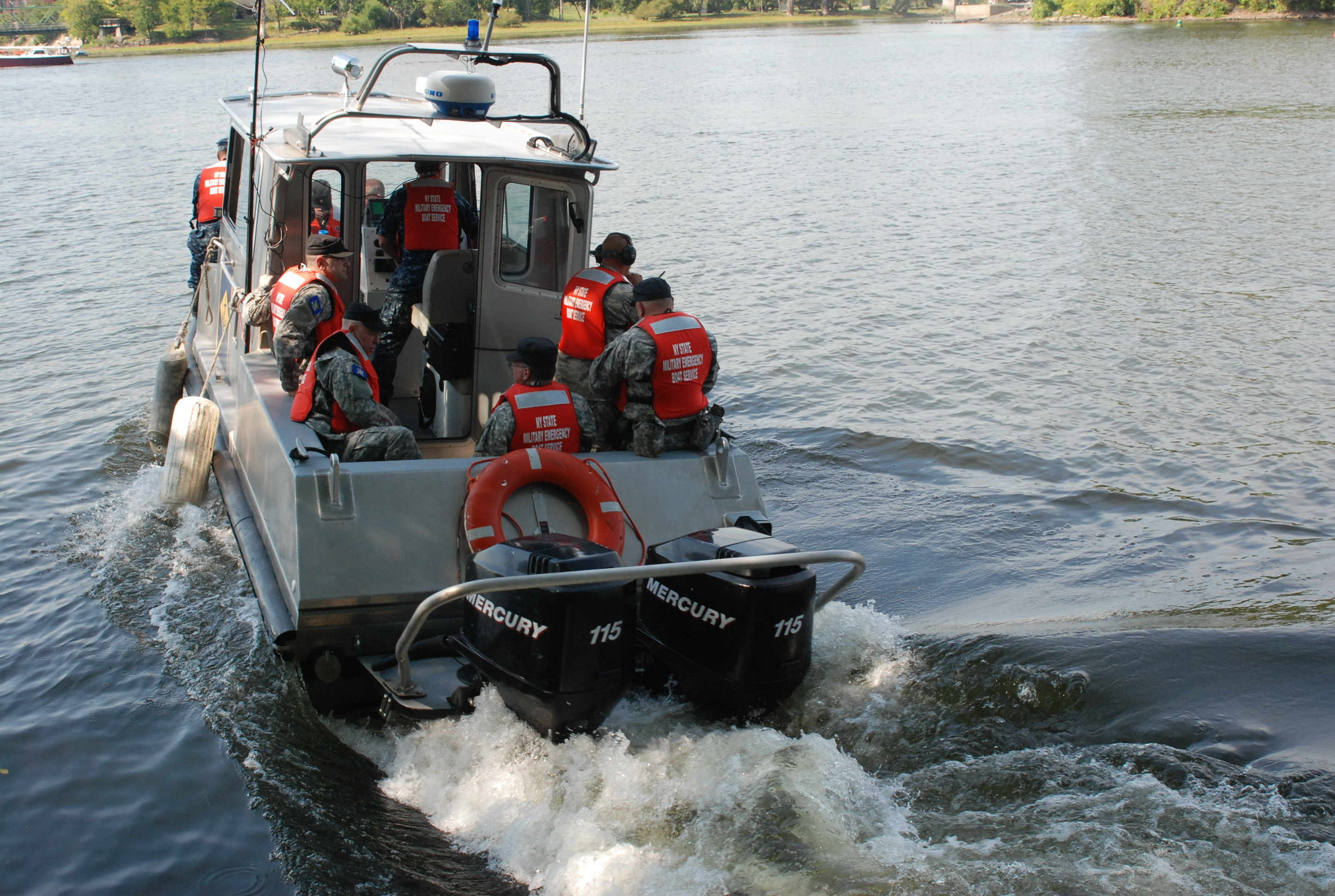
演習中のMEBS所属巡視艇（2012年）
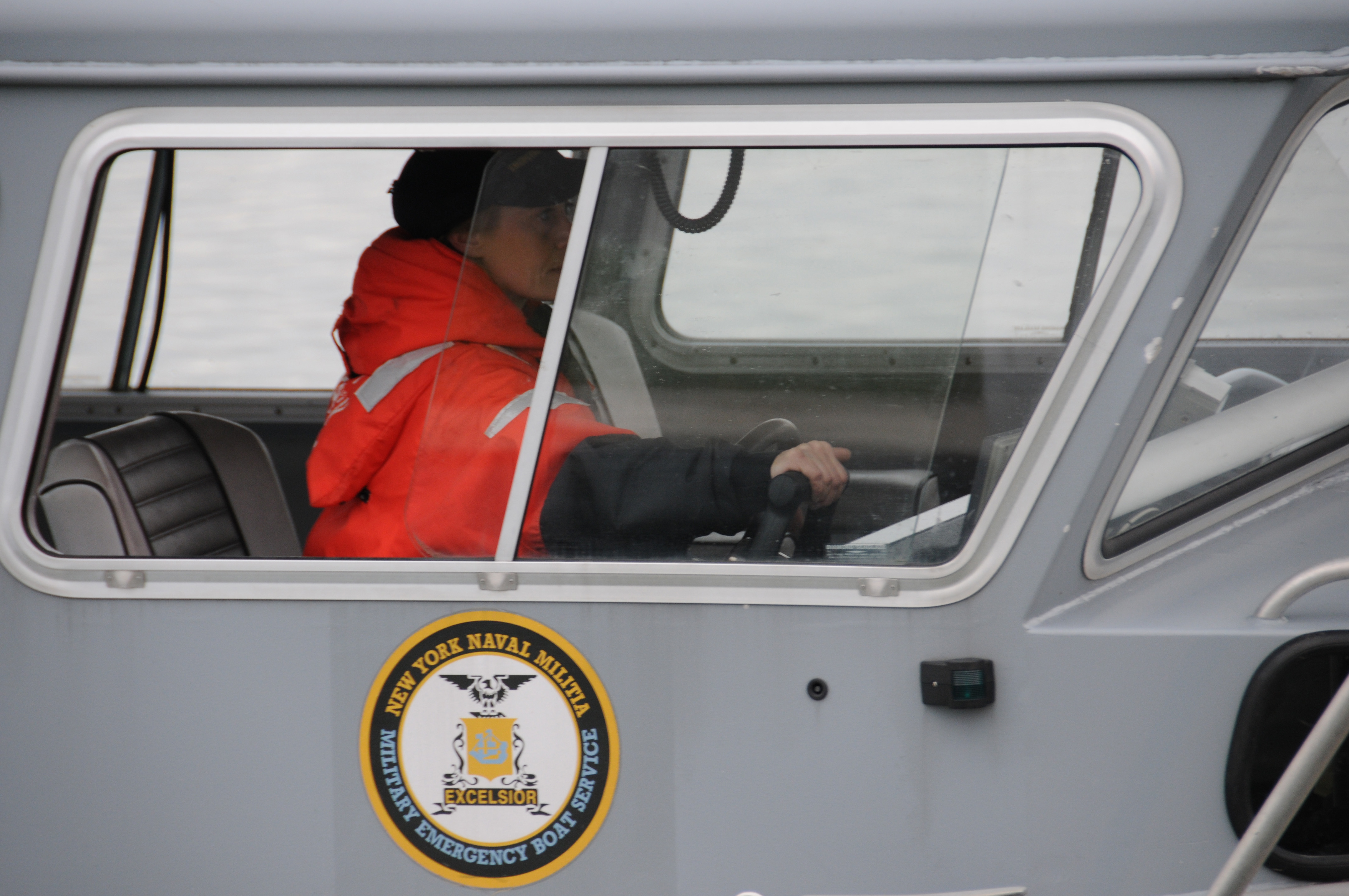
MEBS所属巡視艇（2009年）